# Leithia
Leithia — викопний рід гризунів з підродини соневих (Leithiinae) родини вовчкових (Gliridae). Рід був поширений впродовж плейстоцену на середземноморських островах. Описано два види: Leithia melitensis мешкав на Мальті, Leithia cartei — на Сицилії.

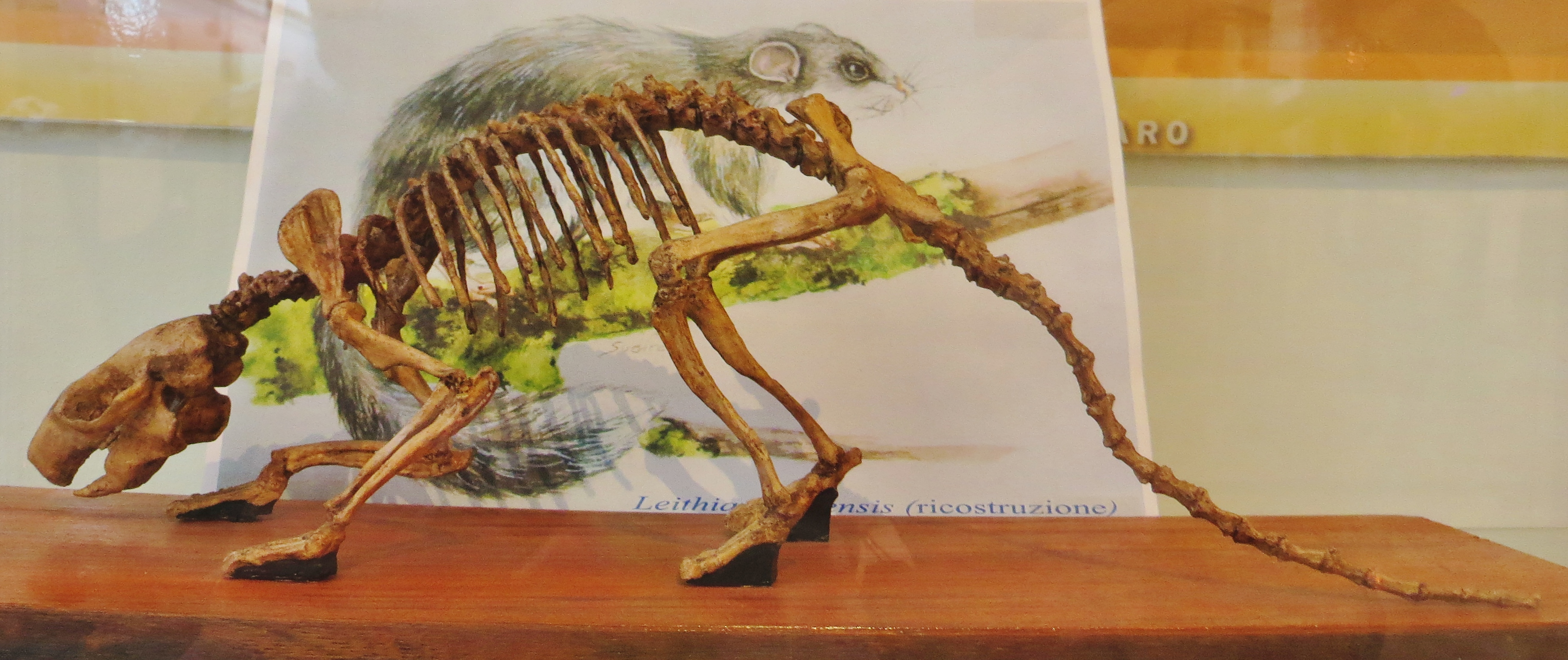
Скелет Lethia melitensis

Рід є яскравим прикладом острівного гігантизму — його розміри вдвічі перевищували будь-який інший відомий вид вовчкових на материку. За оцінками, він важив до 113 г. Більшим був лише Hypnomys morpheus, що мешкав в цей час на Майорці. Рід Leithia названо на честь шотландського натураліста Ендрю Лейта Адамса, який у 1863 році описав обидва види.